# Auaste
Auaste är en by (estniska: küla) i Lääne-Nigula kommun i landskapet Läänemaa i nordvästra Estland. Byn ligger vid Riksväg 17.